# Reinhard Wilmbusse
Reinhard Wilmbusse (né le 1er octobre 1932 à Waddenhausen et mort le 21 février 2014 à Lemgo) est un homme politique allemand et membre du Landtag de Rhénanie-du-Nord-Westphalie (SPD).

## Biographie
Après l'école primaire, le lycée et l'Abitur, il réussit l'examen d'auxiliaire de justice en 1956 et exerce cette profession jusqu'en 1975, plus récemment comme huissier de justice.
Wilmbusse est membre du SPD depuis 1965 et depuis 1975 membre du Syndicat des services publics, des transports et de la circulation.

## Parlementaire
Du 28 mai 1975 au 30 novembre 1994 Wilmbusse est membre du Landtag de Rhénanie-du-Nord-Westphalie. Il représente la 150e circonscription Lippe III et 114e Lippe II. Au cours de la onzième législature, il quitté le Landtag, car il est devenu le maire à temps plein de Lemgo.
Il est membre du conseil municipal de Lemgo de 1969 et maire de 1971 à 1999.
Reinhard Wilmbusse est mort dans la nuit du 21 février 2014 à Lemgo.

## Honneurs
- 1980: Chevalier de l'ordre du Mérite de la République fédérale d'Allemagne
- 1987: Officier de l'ordre du Mérite de la République fédérale d'Allemagne